# Zhang Ziyi
Zhang Ziyi er et kinesisk navn; efternavnet/familienavnet er Zhang.
Zhang Ziyi (章子怡) (født 9. februar 1979) er en kinesisk skuespiller. Hun blev født i Beijing, og debuterede i filmen Vejen Hjem, af Zhang Yimou, kun 19 år gammel. Hendes mest kendte film er nok Tiger på spring, drage i skjul (2000) som bl.a. vandt Oscar for bedste udenlandske film, men hun har medvirket i både kinesiske film, koreanske film og Hollywood-produktioner.

## Udvalgt filmografi
- Vejen Hjem (1999)
- Tiger på spring, drage i skjul (2000)
- Rush Hour 2 (2001)
- Musa (2001)
- Zu Warriors (2001)
- Hero (2002)
- My Wife is a Gangster 2 (2003)
- Purple Butterfly (2003)
- 2046 (2004)
- House of Flying Daggers (2004)
- Jasmine Women (2004)
- Princess Raccoon (2005)
- Mit liv som Geisha (2005)
- The Banquet (2006)
- TMNT (2007)
- Forever Enthralled (2008)
- Horsemen (2009)
- Sophie's Revenge (2009)
- The Founding of a Republic (2009)
- The Grand Master (2010)
- The Era of Magic (2010)